# Gábor Harangozó
Gábor Harangozó (ur. 27 września 1975 w Budapeszcie) – węgierski polityk, w latach 2004–2009 eurodeputowany VI kadencji, parlamentarzysta krajowy.

## Życiorys
Z wykształcenia inżynier ekonomii rolnictwa, studia ukończył w 2001. Pracował w kancelarii premiera oraz w biurze ds. rozwoju narodowego, dochodząc do stanowiska naczelnika wydziału. Był także członkiem zarządu pierwszej dzielnicy w Budapeszcie. W 2003 wszedł w skład władz krajowych MSZP.
W wyborach powszechnych w 2004 uzyskał mandat posła do Parlamentu Europejskiego z ramienia Węgierskiej Partii Socjalistycznej. Był członkiem grupy socjalistycznej, pracował m.in. w Komisji Rozwoju Regionalnego. W PE zasiadał do 2009. Bez powodzenia ubiegał się o reelekcję.
W wyborach w 2010 został wybrany do Zgromadzenia Narodowego. W 2014 utrzymał mandat na kolejną kadencję.